# Werbowe (rejon zaporoski)
Werbowe (ukr. Вербове; do 2016 roku Żowtnewe ukr. Жовтневе) – wieś na Ukrainie, w obwodzie zaporoskim, w rejonie zaporoskim. W 2001 liczyła 438 mieszkańców, spośród których 302 posługiwało się językiem ukraińskim, a 136 rosyjskim. Do 2020 roku wieś znajdowała się w rejonie wilniańskim.